# Habitatge al carrer Abat Vilafreser, 6 (Amer)
L'Habitatge al carrer Abat Vilafreser, 6 és una obra d'Amer (Selva) inclosa a l'Inventari del Patrimoni Arquitectònic de Catalunya.

## Descripció
Edifici entre mitgeres de tres plantes amb coberta de doble vessant a façana. És arrebossat i pintat de color blanc, encara que en mal estat.
La planta baixa conté una porta emmarcada de pedra sorrenca en mal estat i una finestra d'obra de rajola i ciment amb ampit de rajola. El primer pis presenta un balcó amb base de rajola, obertura amb marcs de pedra sorrenca i una barana senzilla de ferro amb decoració de barrots prismàtics i alguns d'aquests en espiral. Al segon pis hi ha una finestra petita i un altre balcó més petit i amb la mateixa decoració de la barana.
El ràfec de la cornisa consta de tres fileres: una de rajola en forma de dent de diamant, una de rajola plana i una de teula.

## Història
Aquesta casa, com la resta de les cases del carrer Vilafreser, té l'origen al segle xvii i XVIII, amb reformes als segles XIX i XX.